# Сийег д’Атос д’Отвиль, Арман де
Арман де Сийег д’Атос д’Отвиль (фр. Armand de Sillègue d'Athos d'Auteville; 1615, Беарн — 21 декабря 1643, Париж) — королевский мушкетёр при Людовике XIII, стал прототипом Атоса в романе Александра Дюма «Три мушкетёра».

## Биография

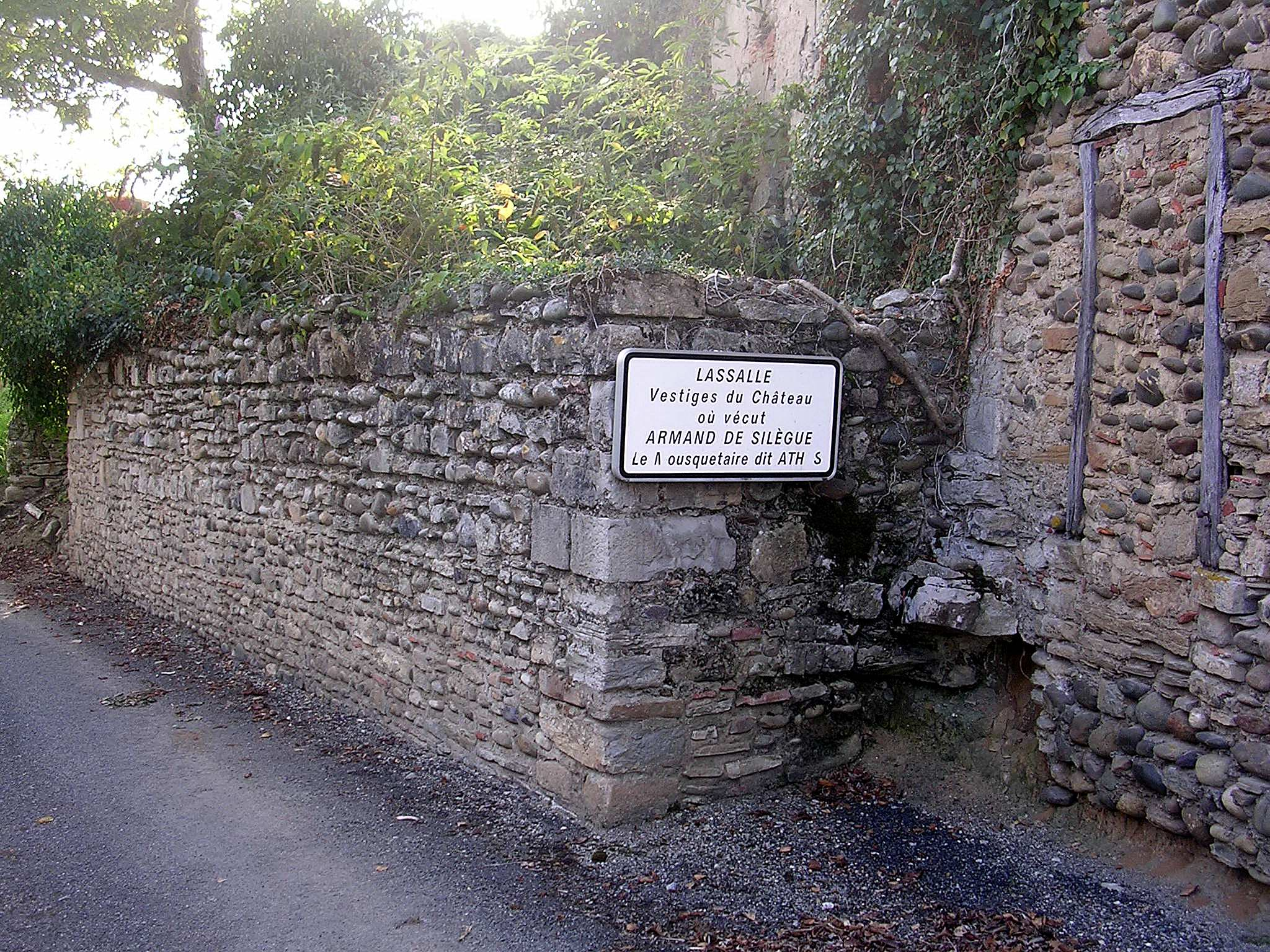
Руины замка, на родине Атоса

Родился в 1615 году в семье шевалье Адриана де Сийег д’Атоса, владельца Отвиля и Казабера и его жены мадемуазель дю Пейре, дочери «купца и присяжного заседателя» в Олороне и двоюродной сестры де Тревиля.
Будучи троюродным племянником капитана мушкетёров, он вступил в его роту около 1641 года. Но мушкетёром в Париже он прожил недолго. 22 декабря 1643 года на рынке Пле-о-Клер несколько наёмных убийц подкарауливали Шарля д’Артаньяна и напали на него. Заслышав крики зевак, д’Атос поспешил на помощь земляку и был убит. По другой, более популярной версии, он был убит на дуэли вблизи рынка Пре-о-Клер.